# 여천시

여천시의 기

여천시(麗川市)는 전라남도 남동쪽 여수반도에 위치했던 시이다. 1998년 4월 1일에 여천군과 함께 여수시에 병합되었다.

## 역사
- 1986년 1월 1일 : 구 여천군 쌍봉면, 삼일읍 자리에 설치
- 1998년 4월 1일 : 여수시에 병합

## 행정 구역
구 여천시의 행정 구역의 명칭과 범위는 삼일동과 상암동을 제외하고는 현재 행정 구역의 명칭과 범위와 일치하다.
- 묘도동
- 삼일동
- 상암동 (1999년 삼일동에 병합)
- 시전동
- 쌍봉동
- 여천동
- 주삼동

## 같이 보기
- 여천시의 국회의원
- 여수시
- 여천시장 선거